# San Antonio de los Cobres
San Antonio de los Cobres è una cittadina andina, appartenente della provincia di Salta, nel nord-ovest dell'Argentina. È capoluogo del dipartimento di Los Andes ed al 2010  contava 5.814 abitanti.

## Geografia fisica

### Territorio
Si trova ad un'altitudine di 3.775 metri sul livello del mare, nella Quebrada del Toro, punto d'accesso alla Puna de Atacama, 164 km a nord-est della capitale provinciale Salta. Ha una popolazione di circa 5.500 abitanti ed è il centro urbano più elevato di tutta l'Argentina. È capoluogo del dipartimento "Los Andes".

## Società
Secondo uno studio pubblicato su Molecular Biology and Evolution, la popolazione del paese sarebbe la prima al mondo ad essersi adattata all'ingestione di arsenico, essendo questo semimetallo abbondante nelle acque consumate nella zona.

## Monumenti e luoghi d'interesse

### Altro
Oltre agli ameni e maestosi panorami montani che circondano la cittadina, una particolare attrattiva turistica è costituita dal Tren de las Nubes ("Treno delle Nuvole"), un tratto della ferrovia transandina che, partendo da Salta e attraversando la Quebrada del Toro, raggiunge e supera i 4.000 metri di altitudine per attraversare la Cordigliera delle Ande ed arrivare in Cile. L'altitudine massima è toccata in corrispondenza del viadotto La Polvorilla, situato ad oltre 4.200 m s.l.m. Anche per quanto riguarda il traffico su strada altezze particolarmente elevate vengono raggiunte nelle vicinanze della città, al passo Abra del Acay.

## Cultura

### Eventi
Dal 1995, il 1º agosto di ogni anno si svolge a San Antonio de Los Cobres la Fiesta Nacional de la Pachamama (la "Festa Nazionale della Terra Madre").